# RTFM
RTFM – popularny akronim wyrażenia read the fucking manual (przeczytaj (tę) pieprzoną instrukcję lub (ten) pieprzony podręcznik). 
Zwrot RTFM był używany w netykiecie Usenetu w celu zwrócenia uwagi pytającemu, że dany problem jest dokładnie opisany w podręcznikach systemowych (dostępnych w uniksach za pomocą polecenia man) czy wszelkiego rodzaju dokumentacji dostarczanej wraz z oprogramowaniem. Ostatnio stał się popularny także na wszelkiego rodzaju grupach i forach dyskusyjnych w Internecie.
Użycie tego zwrotu świadczy zazwyczaj o zniecierpliwieniu lub zniechęceniu piszącego, równie często bywa jednak nadużywane w celu wykazania wyższości nad pytającym. W celu uniknięcia takiej odpowiedzi warto stosować się do reguł opisanych przez Erica S. Raymonda w tekście Jak mądrze zadawać pytania (odnośnik w sekcji Linki zewnętrzne).
Podobną ideą jest „let me google that for you” (skracane do „LMGTFY”). W tym przypadku podręcznikiem jest sieć WWW, więc jedna z wielu wyszukiwarek jak np. Google mogłaby być użyta do znalezienia odpowiedzi. Wielekroć użycie takie rozwiązałoby problem szybciej niż zadawanie pytania komukolwiek. Zakres zastosowania jest podobny do przypadków dla RTFM.

## Inne rozwinięcia
Przy wyjaśnianiu zwrotu RTFM stosuje się często eufemizmy typu fine, foolish, friendly lub fascinating w celu uniknięcia wulgaryzmu, na przykład:
- Read this friendly manual – przeczytaj tę przyjazną instrukcję
- Read this fine manual – przeczytaj tę wspaniałą instrukcję

## Inne skróty używane w podobnym kontekście
RTFARead The Friendly Article – przeczytaj artykuł (spotykane na Slashdot)
RTFSRead ... Source – przeczytaj źródła (programu) i odmiana dla miłośników Gwiezdnych wojen:
UTSLUse the Source, Luke – Użyj Źródeł, Luke
STFWSearch ... Web – przeszukaj sieć
UTFGUse ... Google – użyj wyszukiwarki Google
RTBMRead the Bloody Manual (nieco stonowana wersja RTFM - Przeczytaj ten cholerny podręcznik). Czasem spotyka się też wersję
RTMread the manual (przeczytaj dokumentację), albo bardziej przyjazne
RTMPread the manual, please (proszę o przeczytanie dokumentacji).